# Escudo del Guainía
El Escudo del Guainía es el principal emblema y uno de los símbolos oficiales del departamento colombiano del Guainía.

## Blasonado
Blasón de forma suiza cortado en punta y medio partido. En el primer cuartel se encuentran los Cerros de Mavicure, atravesados por el río Inírida y rodeados de selvas y sabanas que componen el paisaje natural del departamento; el tricolor nacional sirve de fondo a este cuadro, imitando un atardecer, y coronando este escenario, se observa el vuelo de una Guacamaya que extiende sus alas tricolores. En el segundo, en campo de azur, peces ornamentales. En el tercero, un cuerno de la abundancia de la que salen granos y piedras de oro. Bordura de color anaranjado, donde se ubican los lemas “TIERRA DE PROMISIÓN” en la parte superior y “DEPARTAMENTO DEL GUAINÍA” en la inferior. El escudo está timbrado por una Flor de Inírida y una cinta con los colores del tricolor departamental.

## Diseño y significado de los elementos
El escudo tiene forma suiza, consta de un campo superior más grande que los dos inferiores. En dichos campos se sitúan los siguientes elementos:
- En el campo superior, cuyo fondo corresponde con los colores de la bandera de Colombia y que semeja un atardecer, se encuentran los Cerros de Mavecure, atravesados por el río Inírida y rodeados de selvas y sabanas que componen el paisaje natural del departamento. Coronando este escenario, se observa el vuelo de una guacamaya que extiende sus alas tricolores como símbolo de protección de la madre patria.

- El campo inferior derecho, de color azul, contiene algunos peces ornamentales como muestra de la riqueza faunística del Guainía.

- El campo inferior izquierdo, de color blanco, contiene un cuerno de la abundancia de la que salen granos y piedras de oro, símbolo de la riqueza mineral del departamento que compone la zona geológica más antigua de Colombia.

La bordura es de color naranja, y en ella se ubican los lemas "Tierra de Promisión" y "Departamento del Guainía", en alusión al enorme potencial de desarrollo que el Guainía puede aportar a Colombia.
El timbre del escudo lo conforma una Flor de Inírida, símbolo del departamento, que representa a su vez la riqueza y biodiversidad del territorio; en la base de éste, se sitúa una cinta con los colores de la bandera, en cuya banda central se ubica el lema "Inírida, Frontera de Paz".